# Rhacocleis
Rhacocleis är ett släkte av insekter. Rhacocleis ingår i familjen vårtbitare.

## Dottertaxa tillRhacocleis, i alfabetisk ordning[1]
- Rhacocleis acutangula
- Rhacocleis agiostratica
- Rhacocleis anatolica
- Rhacocleis annulata
- Rhacocleis ayali
- Rhacocleis baccettii
- Rhacocleis bonfilsi
- Rhacocleis buchichii
- Rhacocleis crypta
- Rhacocleis derrai
- Rhacocleis distinguenda
- Rhacocleis edentata
- Rhacocleis ferdinandi
- Rhacocleis germanica
- Rhacocleis graeca
- Rhacocleis insularis
- Rhacocleis japygia
- Rhacocleis lithoscirtetes
- Rhacocleis lusitanica
- Rhacocleis maculipedes
- Rhacocleis minerva
- Rhacocleis neglecta
- Rhacocleis poneli
- Rhacocleis ramburi
- Rhacocleis silviarum
- Rhacocleis sylvestrii
- Rhacocleis thyrrhenica
- Rhacocleis trilobata
- Rhacocleis tuberculata
- Rhacocleis turcica
- Rhacocleis uvarovi
- Rhacocleis werneri